# سکارژسکو-کامیننا
سکارژسکو-کامیننا (به لهستانی:  Skarżysko-Kamienna) یک منطقهٔ مسکونی در لهستان است که در شهرستان سکارژسکو واقع شده‌است. سکارژسکو-کامیننا ۶۴٫۱۶ کیلومتر مربع مساحت و ۴۷٬۹۸۷ نفر جمعیت دارد و ۲۵۰ متر بالاتر از سطح دریا واقع شده‌است.